# Gonopodio

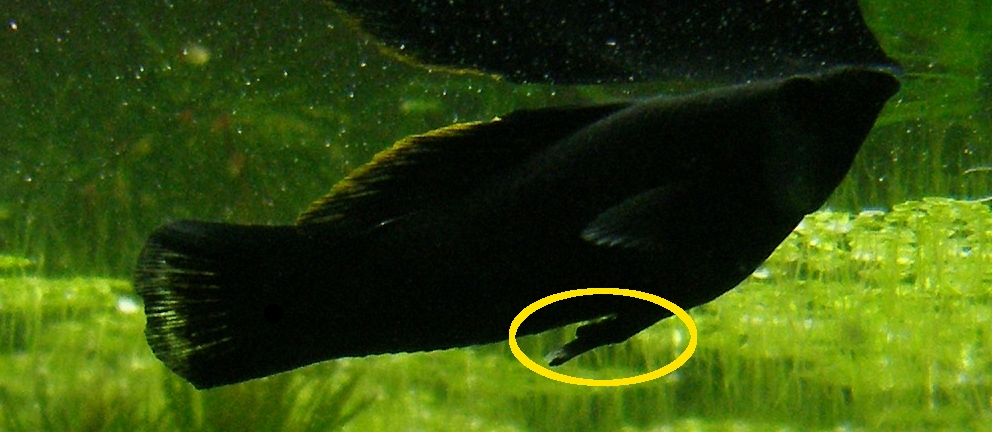
Poecilia sphenops (Poeciliidae)

Ingrandimento della parte terminale del gonopodio di Xiphophorus helleri

Il gonopodio è l'organo copulatore che si sviluppa nei maschi di alcune specie di pesci dulcacquicoli.
È formato dai raggi della pinna anale, fusi assieme per formare un organo tubolare, rigido e semovibile alla base, provvisto di microscopici ganci che permettono una maggior presa sull'apertura urogenitale della femmina.
Anche se spesso è considerato un pene, il gonopodio ha in comune con l'organo sessuale dei mammiferi solo lo scopo: permettere il passaggio dei gameti maschili dal corpo maschile a quello femminile.

## Famiglie provviste di gonopodio
- Anablepidae
- Aplocheilidae (una sola specie)
- Pantodontidae
- Poeciliidae

## Andropodio
In alcune famiglie il gonopodio occupa soltanto i primi raggi della pinna anale, è più piccolo e spesso poco riconoscibile. In questo caso di parla di andropodio.

### Famiglie provviste di andropodio
- Hemirhamphidae
- Goodeidae